# Palotai Lajos
Palotai Lajos (Karcag, 1951−) magyarországi cigány festőművész.

## Pályafutása
Már az általános iskolában Garay Jenő rajztanára biztatására rajzolni, festeni kezdett. Kezdetben reprodukciók másolásával és természeti jelenségek festésével foglalkozott. A 31. számú építőipari vállalatnál szobafestő szakmát tanult, itt idős oktatója, Kun József megismertette a realizmussal. 1971-ben bekerült a Képző- és Iparművészeti Szakközépiskola művészeti körébe miután Gyenes György és Kígyós Sándor rádióinterjút készített a művésszel festészeti munkásságáról. Fél év után újra autodidakta módon képezte magát, sokat gyakorolt másolással. 1980-ban a vasutasok önképző körébe jelentkezett, ahol Benedek György lett a mestere. Realista stílusban alkot, 1981 óta kiállító művész. A 2009-es Cigány festészet című reprezentatív albumban megjelentették szakmai életrajzát és hat olajfestményét. Erőssége a figurális ábrázolás, a tájkép- és a csendéletfestés.

## ACigány festészetcímű albumba beválogatott képei

### Alakábrázolás
- Önarckép (olaj, farost, 24×32 cm, 1994)
- Koldus (olaj, farost, 24×32 cm, 1994)
- Szegény prímás (olaj, farost, 24×32 cm, 1994)

### Tájkép
- Erdő (olaj, vászon, 50×65 cm, 1987)

### Csendélet
- Rózsa (olaj, farost, 47×35 cm, 1987)
- Kosár cseresznye (olaj, farost, 32×24 cm, 1993)[1]

## Kiállítások (válogatás)

### Csoportos
- 2012 – Beszélő paletták című Magyar Roma Képzőművészeti Kiállítás a Közigazgatási és Igazságügyi Minisztérium Társadalmi Felzárkózásért Felelős Államtitkársága folyosóján és irodáiban, Budapest.[2]